# Titus O'Neil
Pour les articles homonymes, voir Bullard.
Thaddeus Michael Bullard (né le 29 avril 1977 à Palm Beach en Floride) est un catcheur américain. Il travaille actuellement à la World Wrestling Entertainment, sous le nom de Titus O'Neil.

## Carrière

### World Wrestling Entertainment (2009-...)

#### Florida Championship Wrestling (2009-2010)
Thaddeus Bullard signe un contrat à la World Wrestling Entertainment en 2009 et rejoint le club-école de la Florida Championship Wrestling.
Il fait ses débuts télévisés le 16 janvier 2010, dans un show de la FCW, où il est en équipe avec Skip Sheffield, mais ils perdent face à l'équipe formée de Vance Archer et de Alex Riley.
Le 3 décembre, il remporte avec Damien Sandow les FCW Florida Tag Team Championship.

#### NXT (2010-2012)
Le 1er juin 2010, pendant la finale de la première saison de NXT, il est annoncé comme participant à la deuxième saison, avec Zack Ryder, comme pro. Il y fait ses débuts le 8 juin et perd avec son pro face à John Morrison et Eli Cottonwood.
Il participe ensuite à WWE NXT Redemption avec Hornswoggle comme pro.

#### The Prime Time Players (2012-2015)

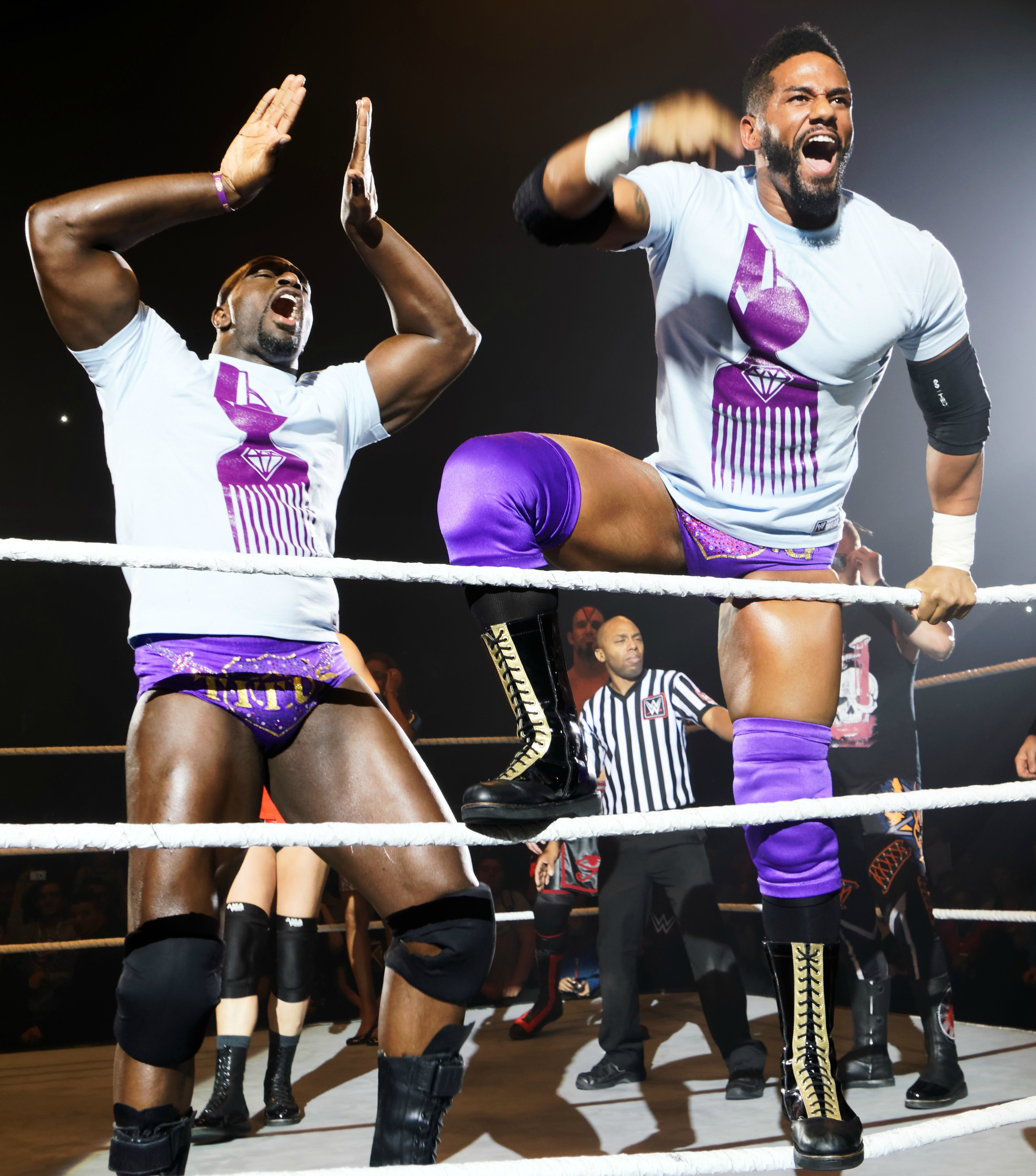
Titus O'Neil (à gauche) et Darren Young (à droite) en avril 2015.

Titus O'Neil fait ses débuts à SmackDown avec Darren Young le 20 avril 2012, et gagnent face à The Usos.
Lors de No Way Out, ils battent The Usos, Justin Gabriel et Tyson Kidd et Epico et Primo, pour un match pour le WWE Tag Team Championship.
À SummerSlam, ils perdent face à Kofi Kingston et R-Truth et ne remportent pas les WWE Tag Team Championship.
Le 27 janvier 2013 lors du Royal Rumble, il participe au Royal Rumble Match qui est remporté par John Cena.
Le 19 août à Raw, ils effectuent un Face Turn en battant The Real Americans.
Lors du Smackdown du 31 janvier 2014, ils perdent face à Curtis Axel et Ryback. Après le combat, il attaque Darren Young, ce qui met fin à leur alliance. Il effectue donc un Heel Turn.
Lors d'Elimination Chamber, il bat Darren Young.
On apprend le 30 juillet 2014 que le nom de l'équipe composée de Heath Slater et de Titus O'Neil est « Slater Gator »,. Ils participent à de nombreux combats jusqu'au mois de décembre. L'équipe se dissout à la suite d'une suspension de Heath Slater.
Les Prime Time Players se reforment en février 2015. Ils n'arrivent pas à récupérer les titres par équipe lors d'Elimination Chamber dans un Elimination Chamber match au profit de The New Day, qui incluaient Los Matadores, The Ascension et The Lucha Dragons.
Lors de Money in the Bank, ils battent Big E et Xavier Woods et deviennent les nouveaux WWE Tag Team Champions. Lors de Battleground, ils battent The New Day et conserve leur titres par équipe.
Lors de Summerslam, ils perdent leurs titres au profit de The New Day dans un Fatal four way tag team match qui comprenait The Lucha Dragons et Los Matadores. Lors de Survivor Series, il participe au Traditional Survivor Series Elimination Tag Team match en faisant équipe avec Goldust, Neville et les Dudley Boyz face à Stardust, Bo Dallas, The Miz et The Ascension, qu'ils remportent.

#### Retour en solo (2016-2017)
Le 24 janvier 2016 lors du Royal Rumble, il participe au Royal Rumble match, où il rentre en 11e position mais se fait éliminer par Big Show.
Lors de Money in the Bank, il perd contre Rusev et ne remporte pas le Championnat des États-Unis. À la fin du match, ce dernier décide de l'humilier en le traitant de perdant devant ses enfants.
Le 1er août à Raw, il bat Darren Young. Plus tard dans la soirée, il se fait attaquer par ce dernier après avoir confronté Bob Backlund qui lui reproche d'avoir triché, effectuant un Heel Turn.

#### Titus WorldWide (2017-2018)

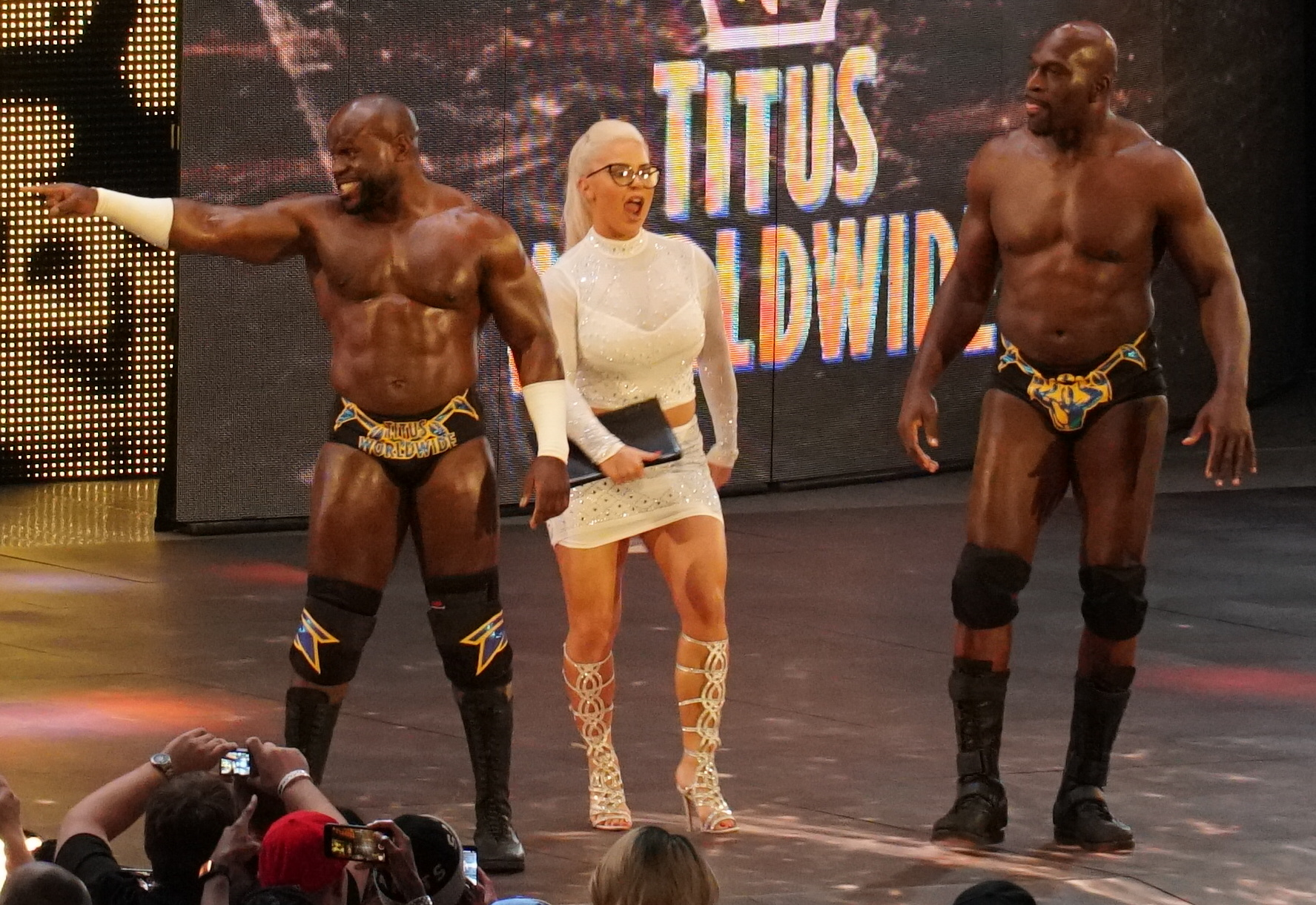
Apollo Crews, Dana Brooke et Titus O'Neil en avril 2018.

Durant l'été 2017, il effectue un Face Turn en s'alliant avec Akira Tozawa et Apollo Crews créant la Titus WorldWide.
Le 28 janvier 2018 lors du Royal Rumble, il rentre en 25e position et est éliminé par Roman Reigns. 
Le 25 février lors d'Elimination Chamber, ils perdent face à The Bar et ne remportent pas les WWE Raw Tag Team Championship. 
Le 8 avril à WrestleMania 34, il perd la bataille royale en mémoire d'Andre The Giant au profit de Matt Hardy en se faisant éliminer par Dolph Ziggler.
Le 27 avril lors du WWE Greatest Royal Rumble, il entre en 39e position dans le Royal Rumble match, mais se fait éliminer par Braun Strowman.

#### Retour en solo, commentateur, manager et ambassadeur de la WWE (2018-...)
Il revient par la suite en solo.
Le 7 avril 2019 lors du pré-show à Wrestlemania 35, il ne remporte pas la Andre the Giant Battle Royal, au profit de Braun Strowman.
Le 20 mai à Raw, il devient le premier Champion 24/7 de l'histoire, mais perdra le titre dans la même soirée face à Robert Roode.
Par la suite, il délaisse le ring, sans pour autant prendre sa retraite, et se concentre sur une carrière de commentateur, de manager et d'ambassadeur de la compagnie.

## Palmarès
- Florida Championship Wrestling
  - 1 fois FCW Florida Tag Team Champion avec Damien Sandow
- World Wrestling Entertainment
  - 1 fois WWE 24/7 Champion (premier)
  - 1 fois WWE Tag Team Champion avec Darren Young (14 juin 2015 - 23 août 2015)

## Récompenses des magazines
- Pro Wrestling Illustrated

| Année | 2010 | 2011 | 2012 | 2013 | 2014 | 2015 | 2016 | 2017 | 2018 | 2019       | 2020 |
| ----- | ---- | ---- | ---- | ---- | ---- | ---- | ---- | ---- | ---- | ---------- | ---- |
| Rang  | 453  | 249  | 169  | 82   | 230  | 171  | 160  | 146  | 152  | Non classé | 425  |

## Vie privée
Thaddeus Bullard a 2 fils qui s'appellent Thaddeus Junior et Titus.